# کوه مارتا بلک
کوه مارتا بلک (به انگلیسی: Mount Martha Black) یک کوه در کانادا است که در یوکان واقع شده‌است. کوه مارتا بلک ۲٬۵۱۲ متر بالاتر از سطح دریا واقع شده‌است.